# ランス・ブラバド
ランス・ブラバド（Lance Bravado、1985年9月16日 - ）は、アメリカ合衆国出身の男性プロレスラーである。本名はランスロット・ブラバド（Lancelot Bravado）、ノースカロライナ州ドレーパー出身。身長181センチメートル、体重93キログラム。2008年デビュー。ROHに所属する。
弟のハーレム・ブラバドもプロレスラーで、兄弟タッグチームのブラバド・ブラザーズとしても活動。

## 略歴
2008年6月にNWAマウンテン・ステート・レスリングでデビューした。
ROHへ移籍し、弟ハーレムとともにROHレスリング・アカデミーでデリリアスの指導を受けた後、ROHに参戦。2011年7月にROH世界タッグ王座挑戦者決定トーナメントに弟ハーレムとのブラバド・ブラザーズで出場。決勝まで勝ち上がるが、敗北。
2012年よりプロレスリング・ノアへ弟ともに留学。1月12日よりノア合宿所に入寮、ツアーに帯同し、試合・練習を行いながらセコンド・雑用をこなし、ノア流のプロレスを学習。

## タイトル歴
- WORLD-1 U-30オープンウエイト王座

## 得意技
- ベリー・トゥ−・ベリー
- 旋回式バックブリーカー